# Kościół ewangelicki w Kobylej Górze
Kościół ewangelicki – świątynia protestancka znajdująca się w dawnym mieście, obecnie wsi Kobyla Góra, w powiecie ostrzeszowskim, w województwie wielkopolskim.
Świątynia została poświęcona 29 kwietnia 1894 roku przez generalnego superintendenta Hefiekiela. Uroczystość została uświetniona obecnością córki cesarza Wilhelma II Hohenzollerna, która na pamiątkę tego wydarzenia podarowała gminie ewangelickiej Biblię z dedykacją. 1 kwietnia 1895 roku w Kobylej Górze została erygowana parafia ewangelicka. Budowla została ostatecznie ukończona w 1897 roku. Koszty jej budowy razem z wieżą wyniosły 50 tysięcy marek. W chwili obecnej kościół jest użytkowany przez parafię ewangelicko-augsburską w Kępnie.
Budowla jest nieorientowana, posiada prezbiterium skierowane w stronę południową, murowana, wzniesiona z cegły i nieotynkowana. Wybudowana została na planie krzyża utworzonego przez nawę oraz prezbiterium z przylegającymi do jego boków dobudówkami. Do pojedynczej, prostokątnej nawy głównej od strony północnej jest dostawiona kwadratowa zwieńczona dachem hełmowym z iglicą wieża, wzmocniona przyporami i flankowana od stron: wschodniej i zachodniej prostokątnymi kruchtami o różnych wysokościach, z kolei od strony południowej znajduje się prostokątne, zamknięte trójbocznie prezbiterium z dostawionymi do niego od stron: wschodniej i zachodniej prostokątnymi pomieszczeniami mieszczącymi zakrystie. Nawę główną nakrywa stromy dach dwuspadowy, prezbiterium trójspadowy, kruchty dwuspadowy, natomiast zakrystie namiotowymi. Wnętrze nawy nakryte jest drewnianym, dwuspadowym stropem umieszczonym na otwartej konstrukcji więźby dachowej, z kolei otwierające się do nawy łukiem tęczowym prezbiterium nakrywa sklepienie hemisferyczne. Od strony północnej nawa zamknięta jest drewnianym chórem muzycznym, posiadającym prostą balustradę, podpartym dwoma słupami. Przy prezbiterium po lewej stronie nawy jest umieszczona neogotycka ambona, natomiast po prawej – neogotycka chrzcielnica. Elementami dawnego wyposażenia są także ławki.